# Elvan Abeylegesse

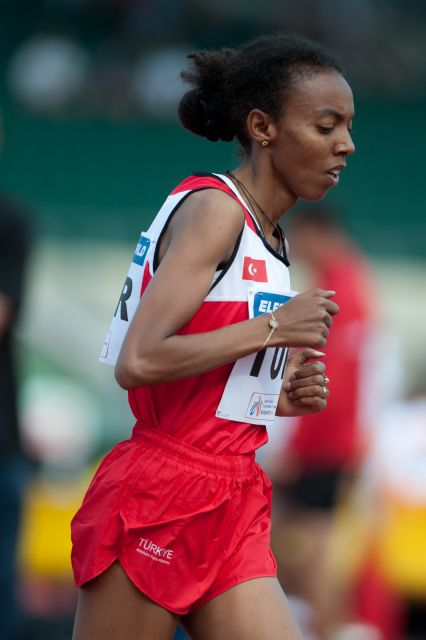
Elvan Abeylegesse bei der Leichtathletik-Team-Europameisterschaft 2010

Elvan Abeylegesse (* 11. September 1982 in Addis Abeba als Hewan Abeye, amharisch አልቫን አበይለገሠ), in der Türkei bekannt als Elvan Can, ist eine türkische Mittel- und Langstreckenläuferin äthiopischer Herkunft, die aufgrund mehrfachen Dopings zuletzt bis zum 28. September 2017 gesperrt war.

## Werdegang
Unter ihrem amharischen Geburtsnamen Hewan Abeye wurde sie für Äthiopien Neunte beim Juniorenrennen der Crosslauf-Weltmeisterschaften 1999 in Belfast. Nach einem Sportfest in Istanbul war sie mit den Trainingsbedingungen in der Türkei so zufrieden, dass sie beschloss, dort zu bleiben. Um die türkische Staatsangehörigkeit zu bekommen, heiratete sie und nannte sich fortan Elvan Can. Ihren heutigen Namen nahm sie nach ihrer Scheidung an. Sie startet für den Enka Sports Club in Istanbul und wird trainiert vom ehemaligen bulgarischen Dreispringer Ertan Hatipoglu. Der äthiopische Verband reagierte auf ihr Verhalten mit der Erteilung eines Trainingsverbots in Äthiopien, wo nach wie vor Abeylegesses Familie mit ihren sieben Geschwistern lebt. Umso größer ist ihre Beliebtheit in der Türkei. So erklärte der Ehrenpräsident ihres Vereins, Şarık Tara, er werte ihre Erfolge höher als den dritten Platz der türkischen Fußballmannschaft bei der Weltmeisterschaft 2002. Abeylegesse wiederum drückte ihr Bekenntnis zu ihrer neuen Heimat aus, indem sie nach ihrem Weltrekord über 5000 Meter die türkische Fahne um ihre Schultern legte. So ging sie als erste türkische Leichtathletik-Weltrekordlerin in die Geschichte ein.
2001 wurde sie Junioreneuropameisterin im 3000- und im 5000-Meter-Lauf sowie im Crosslauf. Bei den  Europameisterschaften 2002 in München wurde sie Siebte über 5000 Meter in 15:24,41 min. Kurz darauf stellte sie mit 8:31,94 min den aktuellen türkischen Rekord über 3000 Meter auf. Bei den Weltmeisterschaften 2003 in Paris/Saint-Denis knackte sie dann als Fünfte mit 14:53,56 min die 15-Minuten-Marke.
Im Jahr darauf brach sie dann zunächst mit 3:58,28 min die Vier-Minuten-Marke im 1500-Meter-Lauf und dann bei den Bislett Games in Bergen mit 14:24,68 min den 5000-Meter-Weltrekord von Jiang Bo aus dem Jahr 1997. Bei den Olympischen Spielen 2004 in Athen wurde sie jedoch lediglich Zwölfte über 5000 Meter in 15:12,64 min und Achte über 1500 Meter in 4:00,67 min. Bei den Europameisterschaften 2006 in Göteborg gewann sie über 5000 Meter in 14:59,29 min die Bronzemedaille. Zuvor in diesem Jahr hatte sie türkische Rekorde im 10.000-Meter-Lauf (30:21,67 min) und im 10-km-Straßenlauf (30:57 min) aufgestellt. 2007 startete sie bei den Weltmeisterschaften in Osaka. Ihre Platzierungen wurden später wegen Dopings annulliert.
2008 teilte sie sich bei der Premiere der World 10K Bangalore den Sieg mit Grace Kwamboka Momanyi. Zwei Silbermedaillen (später wegen Dopings aberkannt) gewann sie dann bei den Olympischen Spielen in Peking. In einem extrem schnellen 10.000-Meter-Rennen musste sie sich nur ihrer ehemaligen Landsfrau Tirunesh Dibaba geschlagen geben und blieb wie diese unter der 30-Minuten-Marke. Mit 29:56,34 min brach sie den Europarekord von Paula Radcliffe und nahm vorübergehend auf der Ewigen Weltbestenliste den vierten Platz ein. Die zweite Silbermedaille gewann sie über die 5000 Meter.
2010 gewann sie den RAK-Halbmarathon. Ihre Zeit von 1:07:07 h ist das bislang schnellste Halbmarathon-Debüt einer Frau. Im gleichen Jahr gewann sie bei den Europameisterschaften in Barcelona die Goldmedaille über 10.000 Meter und die Silbermedaille über 5000 Meter. Da die IAAF die ursprüngliche türkische Siegerin Alemitu Bekele wegen Dopings nachträglich sperrte, wurde sie auch über diese Strecke Europameisterin.
Abeylegesse verzichtete aufgrund ihrer Schwangerschaft im Vorfeld auf eine Teilnahme an den Weltmeisterschaften 2011 in Daegu, wie auch an allen weiteren Wettkämpfen der Saison. Die Tochter von ihr und ihrem Ehemann Semeneh Debelie kam Ende Juli 2011 mit Namen Arsema zur Welt.
Elvan Abeylegesse ist 1,59 m groß und wiegt 40 kg.

## Doping
2015 und 2016 wurde bekannt, dass von ihr bei den Weltmeisterschaften 2005 und 2007 abgegebene Dopingproben bei einem Nachtest positiv ausfielen. Ihre Ergebnisse aus diesen Jahren wurden gestrichen und sie wurde für zwei Jahre gesperrt. Darüber hinaus wurden ihr Ende März 2017 auch die Silbermedaillen der Olympischen Spiele 2008 in Peking über 5000 und 10.000 Meter offiziell aberkannt, da ihre Resultate vom 25. August 2007 bis 25. August 2009 annulliert wurden.

## Persönliche Bestzeiten
- 1500 m: 3:58,28 min, 30. Mai 2004, Moskau
- 2000 m: 5:33,83 min, 7. Juni 2003, Istanbul
- 3000 m: 8:31,94 min, 30. August 2002, Brüssel
- 5000 m: 14:24,68 min, 11. Juni 2004, Bergen
- 10.000 m: 30:21,67 min, 15. April 2006, Antalya
- 10-km-Straßenlauf: 30:57 min, 14. Mai 2006, Istanbul
- Halbmarathon: 1:07:07 h, 19. Februar 2010, Ra’s al-Chaima

## Auszeichnungen
- 2007: Sedat-Simavi-Preis für Sport